# Il Roma
Il Roma est le nom d'un quotidien italien publié à Naples.
Fondé par le garibaldien Pietro Sterbini (1793-1863) et par Diodato Lioy (1839-1912), ce quotidien, dont le premier numéro est sorti le 22 août 1862, est actuellement le plus ancien d'Italie. À sa création, le pays n'était pas encore réunifié, Rome était encore la capitale des États pontificaux, et Il Roma fut pendant longtemps la voix des Républicains.